# Giải bóng đá Ngoại hạng Anh 2014–15
Giải bóng đá Ngoại hạng Anh 2014–15 là mùa thứ 23 giải bóng đá cao nhất nước Anh được tổ chức kể khi đổi tên thành giải Ngoại hạng kể từ năm 1992. Lịch thi đấu mùa giải được công bố vào ngày 18 tháng 6 năm 2014. Mùa giải sẽ được tổ chức theo thể thức vòng tròn 2 lượt bắt đầu từ ngày 16 tháng 8 năm 2014 và kết thúc vào ngày 24 tháng 5 năm 2015.
Manchester City là đương kim vô địch của giải đấu. Mùa giải gồm 20 đội bóng tham dự, bao gồm 17 đội bóng tham dự mùa giải trước, cộng thêm 3 đội lên hạng từ giải Hạng nhất Anh là: Leicester City F.C., Burnley F.C. và Queens Park Rangers F.C..
Vào ngày 3 tháng 5 năm 2015, Chelsea đã giành chức vô địch trước 3 vòng đấu sau khi giành chiến thắng 1–0 trên sân nhà trước Crystal Palace. Đây là danh hiệu đầu tiên của họ kể từ khi giải đấu năm 2010, danh hiệu thứ tư tại Giải bóng đá Ngoại hạng Anh và danh hiệu thứ năm Giải bóng đá Anh nói chung.

## Đội bóng
Có tổng cộng 20 đội bóng sẽ thi đấu, trong đó có 17 đội từ mùa giải 2013–14 và 3 đội từ Hạng nhất Anh. Vào ngày 5 tháng 4 năm 2014, Leicester City giành quyền thăng hạng từ giải Football League Championship sau 10 năm vắng bóng Premier League. Họ vô địch sau khi hạ Bolton Wanderers vào ngày 22 tháng 4 năm 2014. Ngày 21 tháng 4 năm 2014, Burnley giành quyền thăng hạng Premier League với vị trí thứ 2 sau khi đánh bại Wigan Athletic. Ngày 24 tháng 5 năm 2014, Queens Park Rangers giành quyền thăng hạng cuối cùng sau khi chiến thắng 1-0 trong trận đấu loại trực tiếp bởi Derby County tại Sân vận động Wembley tại London. Ba đội lên hạng sẽ thay cho 3 đội xuống hạng là Leicester City, Burnley và Queens Park Rangers.

### Sân vận động
Ghi chú: Xếp theo thứ tự bảng chữ cái 
| Đội                  | Sân vận động    | Sức chứa |
| -------------------- | --------------- | -------- |
| Arsenal              | Emirates        | 60.272   |
| Aston Villa          | Villa Park      | 42.682   |
| Burnley              | Turf Moor       | 21.401   |
| Chelsea              | Stamford Bridge | 41.798   |
| Crystal Palace       | Selhurst Park   | 25.747   |
| Everton              | Goodison Park   | 39.571   |
| Hull City            | KC              | 25.400   |
| Leicester City       | King Power      | 32.312   |
| Liverpool            | Anfield         | 45.276   |
| Manchester City      | Etihad          | 46.708   |
| Manchester United    | Old Trafford    | 75.635   |
| Newcastle United     | St James' Park  | 52.405   |
| Queens Park Rangers  | Loftus Road     | 18.000   |
| Southampton          | St Mary         | 32.505   |
| Stoke City           | Britannia       | 27.740   |
| Sunderland           | Ánh sáng        | 48.707   |
| Swansea City         | Liberty         | 20.827   |
| Tottenham Hotspur    | White Hart Lane | 36.284   |
| West Bromwich Albion | The Hawthorns   | 26.445   |
| West Ham United      | Boleyn Ground   | 35.245   |

### Huấn luyện viên và nhà tài trợ
| Đội bóng             | Huấn luyện viên1    | Đội trưởng         | Nhà sản xuất áo đấu | Nhà tài trợ áo đấu |
| -------------------- | ------------------- | ------------------ | ------------------- | ------------------ |
| Arsenal              | Arsène Wenger       | Mikel Arteta       | Puma                | Fly Emirates       |
| Aston Villa          | Tim Sherwood        | Fabian Delph       | Macron              | Dafabet            |
| Burnley              | Sean Dyche          | Jason Shackell     | Puma                | fun88              |
| Chelsea              | José Mourinho       | John Terry         | Adidas              | Samsung            |
| Crystal Palace       | Alan Pardew         | Mile Jedinak       | Macron              | Neteller           |
| Everton              | Roberto Martínez    | Phil Jagielka      | Umbro               | Chang              |
| Hull City            | Steve Bruce         | Curtis Davies      | Umbro               | 12BET              |
| Leicester City       | Nigel Pearson       | Wes Morgan         | Puma                | King Power         |
| Liverpool            | Brendan Rodgers     | Steven Gerrard     | Warrior             | Standard Chartered |
| Manchester City      | Manuel Pellegrini   | Vincent Kompany    | Nike                | Etihad Airways     |
| Manchester United    | Louis van Gaal      | Wayne Rooney       | Nike                | Chevrolet          |
| Newcastle United     | John Carver         | Fabricio Coloccini | Puma                | Wonga              |
| Queens Park Rangers  | Chris Ramsey        | Clint Hill         | Nike                | AirAsia            |
| Southampton          | Ronald Koeman       | José Fonte         | Made by club        | Veho               |
| Stoke City           | Mark Hughes         | Ryan Shawcross     | Warrior             | Bet365             |
| Sunderland           | Dick Advocaat       | John O'Shea        | Adidas              | BFS Group          |
| Swansea City         | Garry Monk          | Ashley Williams    | Adidas              | GWFX               |
| Tottenham Hotspur    | Mauricio Pochettino | Younès Kaboul      | Under Armour        | AIA                |
| West Bromwich Albion | Tony Pulis          | Darren Fletcher    | Adidas              | Intuit QuickBooks  |
| West Ham United      | Sam Allardyce       | Kevin Nolan        | Adidas              | Betway             |

### Thay đổi nhà quản lý
| Đội bóng             | Huấn luyện viên cũ  | Nguyên nhân               | Ngày rời đi               | Vị trí bảng xếp hạng | Huấn luyện viên mới | Ngày tiếp nhận           |
| -------------------- | ------------------- | ------------------------- | ------------------------- | -------------------- | ------------------- | ------------------------ |
| West Bromwich Albion | Pepe Mel            | Thỏa thuận                | ngày 12 tháng 5 năm 2014  | Trước mùa giải       | Alan Irvine         | ngày 14 tháng 6 năm 2014 |
| Tottenham Hotspur    | Tim Sherwood        | Sa thải                   | ngày 13 tháng 5 năm 2014  | Trước mùa giải       | Mauricio Pochettino | ngày 27 tháng 5 năm 2014 |
| Southampton          | Mauricio Pochettino | Chuyển đến Tottenham      | ngày 27 tháng 5 năm 2014  | Trước mùa giải       | Ronald Koeman       | ngày 16 tháng 6 năm 2014 |
| Crystal Palace       | Tony Pulis          | Thỏa thuận                | ngày 14 tháng 8 năm 2014  | Trước mùa giải       | Neil Warnock        | ngày 27 tháng 8 năm 2014 |
| Crystal Palace       | Neil Warnock        | Sa thải                   | ngày 27 tháng 12 năm 2014 | 18th                 | Alan Pardew         | ngày 2 tháng 1 năm 2015  |
| West Bromwich Albion | Alan Irvine         | Sa thải                   | ngày 29 tháng 12 năm 2014 | 16th                 | Tony Pulis          | ngày 1 tháng 1 năm 2015  |
| Newcastle United     | Alan Pardew         | Chuyển đến Crystal Palace | ngày 2 tháng 1 năm 2015   | 10th                 | John Carver         | ngày 26 tháng 1 năm 2015 |
| Queens Park Rangers  | Harry Redknapp      | Từ chức                   | ngày 3 tháng 2 năm 2015   | 19th                 | Chris Ramsey        | ngày 12 tháng 2 năm 2015 |
| Aston Villa          | Paul Lambert        | Sa thải                   | ngày 11 tháng 2 năm 2015  | 18th                 | Tim Sherwood        | ngày 14 tháng 2 năm 2015 |
| Sunderland           | Gus Poyet           | Sa thải                   | ngày 16 tháng 3 năm 2015  | 17th                 | Dick Advocaat       | ngày 17 tháng 3 năm 2015 |

## Bảng xếp hạng
| XH | Đội                          | Tr | T  | H  | T  | BT | BB | HS  | Đ  | Lên hay xuống hạng                                |
| -- | ---------------------------- | -- | -- | -- | -- | -- | -- | --- | -- | ------------------------------------------------- |
| 1  | Chelsea                      | 38 | 26 | 9  | 3  | 73 | 32 | +41 | 87 | Vòng bảng UEFA Champions League 2015-16           |
| 2  | Manchester City              | 38 | 24 | 7  | 7  | 83 | 38 | +45 | 79 | Vòng bảng UEFA Champions League 2015-16           |
| 3  | Arsenal                      | 38 | 22 | 9  | 7  | 71 | 36 | +35 | 75 | Vòng bảng UEFA Champions League 2015-16           |
| 4  | Manchester United            | 38 | 20 | 10 | 8  | 62 | 37 | +25 | 70 | Vòng Play-off UEFA Champions League 2015-16       |
| 5  | Tottenham Hotspur            | 38 | 19 | 7  | 12 | 58 | 53 | +5  | 64 | Vòng bảng UEFA Europa League 2015-16              |
| 6  | Liverpool                    | 38 | 18 | 8  | 12 | 52 | 48 | +4  | 62 | Vòng bảng UEFA Europa League 2015-16              |
| 7  | Southampton                  | 38 | 18 | 6  | 14 | 54 | 33 | +21 | 60 | Vòng Play-off UEFA Europa League 2015-16          |
| 8  | Bản mẫu:Fb team Swansea City | 38 | 16 | 8  | 14 | 46 | 49 | −3  | 56 |                                                   |
| 9  | Stoke City                   | 38 | 14 | 9  | 15 | 48 | 48 | 0   | 51 |                                                   |
| 10 | Crystal Palace               | 38 | 13 | 9  | 16 | 47 | 51 | −4  | 48 |                                                   |
| 11 | Everton                      | 38 | 12 | 11 | 15 | 48 | 50 | −2  | 47 |                                                   |
| 12 | West Ham United              | 38 | 12 | 11 | 15 | 44 | 47 | −3  | 47 |                                                   |
| 13 | West Bromwich Albion         | 38 | 11 | 11 | 16 | 38 | 51 | −13 | 44 |                                                   |
| 14 | Leicester City               | 38 | 11 | 8  | 19 | 46 | 55 | −9  | 41 |                                                   |
| 15 | Newcastle United             | 38 | 10 | 9  | 19 | 40 | 63 | −23 | 39 |                                                   |
| 16 | Sunderland                   | 38 | 7  | 17 | 14 | 31 | 53 | −22 | 38 |                                                   |
| 17 | Aston Villa                  | 38 | 10 | 8  | 20 | 31 | 57 | −26 | 38 |                                                   |
| 18 | Hull City                    | 38 | 8  | 11 | 19 | 33 | 51 | −18 | 35 | Xuống hạng tại Giải bóng đá Hạng nhất Anh 2015-16 |
| 19 | Burnley                      | 38 | 7  | 12 | 19 | 28 | 53 | −25 | 33 | Xuống hạng tại Giải bóng đá Hạng nhất Anh 2015-16 |
| 20 | Queens Park Rangers          | 38 | 8  | 6  | 24 | 42 | 73 | −31 | 30 | Xuống hạng tại Giải bóng đá Hạng nhất Anh 2015-16 |

Cập nhật đến 24 tháng 5 năm 2015
Nguồn: Barclays Premier League Official League Table
Quy tắc xếp hạng: 1. Điểm; 2. Hiệu số bàn thắng; 3. Số bàn thắng.
(VĐ) = Vô địch; (XH) = Xuống hạng; (LH) = Lên hạng; (O) = Thắng trận Play-off; (A) = Lọt vào vòng sau. 
Chỉ được áp dụng khi mùa giải chưa kết thúc: 
(Q) = Lọt vào vòng đấu cụ thể của giải đấu đã nêu; (TQ) = Giành vé dự giải đấu, nhưng chưa tới vòng đấu đã nêu.

## Kết quả
| S.nhà ╲ S.khách              | ARS | AST | BUR | CHE | CPA | EVE | HUL | LEI | LIV | MCI | MUN | NEW | QPR | SOT | STO | SUN | Bản mẫu:Fb team Swansea City | TOT | WBA | WHA |
| Arsenal                      |     | 5–0 | 3–0 | 0–0 | 2–1 | 2–0 | 2–2 | 2–1 | 4–1 | 2–2 | 1–2 | 4–1 | 2–1 | 1–0 | 3–0 | 0–0 | 0–1                          | 1–1 | 4–1 | 3–0 |
| Aston Villa                  | 0–3 |     | 0–1 | 1–2 | 0–0 | 3–2 | 2–1 | 2–1 | 0–2 | 0–2 | 1–1 | 0–0 | 3–3 | 1–1 | 1–2 | 0–0 | 0–1                          | 1–2 | 2–1 | 1–0 |
| Burnley                      | 0–1 | 1–1 |     | 1–3 | 2–3 | 1–3 | 1–0 | 0–1 | 0–1 | 1–0 | 0–0 | 1–1 | 2–1 | 1–0 | 0–0 | 0–0 | 0–1                          | 0–0 | 2–2 | 1–3 |
| Chelsea                      | 2–0 | 3–0 | 1–1 |     | 1–0 | 1–0 | 2–0 | 2–0 | 1–1 | 1–1 | 1–0 | 2–0 | 2–1 | 1–1 | 2–1 | 3–1 | 4–2                          | 3–0 | 2–0 | 2–0 |
| Crystal Palace               | 1–2 | 0–1 | 0–0 | 1–2 |     | 0–1 | 0–2 | 2–0 | 3–1 | 2–1 | 1–2 | 1–1 | 3–1 | 1–3 | 1–1 | 1–3 | 1–0                          | 2–1 | 0–2 | 1–3 |
| Everton                      | 2–2 | 3–0 | 1–0 | 3–6 | 2–3 |     | 1–1 | 2–2 | 0–0 | 1–1 | 3–0 | 3–0 | 3–1 | 1–0 | 0–1 | 0–2 | 0–0                          | 0–1 | 0–0 | 2–1 |
| Hull City                    | 1–3 | 2–0 | 0–1 | 2–3 | 2–0 | 2–0 |     | 0–1 | 1–0 | 2–4 | 0–0 | 0–3 | 2–1 | 0–1 | 1–1 | 1–1 | 0–1                          | 1–2 | 0–0 | 2–2 |
| Leicester City               | 1–1 | 1–0 | 2–2 | 1–3 | 0–1 | 2–2 | 0–0 |     | 1–3 | 0–1 | 5–3 | 3–0 | 5–1 | 2–0 | 0–1 | 0–0 | 2–0                          | 1–2 | 0–1 | 2–1 |
| Liverpool                    | 2–2 | 0–1 | 2–0 | 1–2 | 1–3 | 1–1 | 0–0 | 2–2 |     | 2–1 | 1–2 | 2–0 | 2–1 | 2–1 | 1–0 | 0–0 | 4–1                          | 3–2 | 2–1 | 2–0 |
| Manchester City              | 0–2 | 3–2 | 2–2 | 1–1 | 3–0 | 1–0 | 1–1 | 2–0 | 3–1 |     | 1–0 | 5–0 | 6–0 | 2–0 | 0–1 | 3–2 | 2–1                          | 4–1 | 3–0 | 2–0 |
| Manchester United            | 1–1 | 3–1 | 3–1 | 1–1 | 1–0 | 2–1 | 3–0 | 3–1 | 3–0 | 4–2 |     | 3–1 | 4–0 | 0–1 | 2–1 | 2–0 | 1–2                          | 3–0 | 0–1 | 2–1 |
| Newcastle United             | 1–2 | 1–0 | 3–3 | 2–1 | 3–3 | 3–2 | 2–2 | 1–0 | 1–0 | 0–2 | 0–1 |     | 1–0 | 1–2 | 1–1 | 0–1 | 2–3                          | 1–3 | 1–1 | 2–0 |
| Queens Park Rangers          | 1–2 | 2–0 | 2–0 | 0–1 | 0–0 | 1–2 | 0–1 | 3–2 | 2–3 | 2–2 | 0–2 | 2–1 |     | 0–1 | 2–2 | 1–0 | 1–1                          | 1–2 | 3–2 | 0–0 |
| Southampton                  | 2–0 | 6–1 | 2–0 | 1–1 | 1–0 | 3–0 | 2–0 | 2–0 | 0–2 | 0–3 | 1–2 | 4–0 | 2–1 |     | 1–0 | 8–0 | 0–1                          | 2–2 | 0–0 | 0–0 |
| Stoke City                   | 3–2 | 0–1 | 1–2 | 0–2 | 1–2 | 2–0 | 1–0 | 0–1 | 6–1 | 1–4 | 1–1 | 1–0 | 3–1 | 2–1 |     | 1–1 | 2–1                          | 3–0 | 2–0 | 2–2 |
| Sunderland                   | 0–2 | 0–4 | 2–0 | 0–0 | 1–4 | 1–1 | 1–3 | 0–0 | 0–1 | 1–4 | 1–1 | 1–0 | 0–2 | 2–1 | 3–1 |     | 0–0                          | 2–2 | 0–0 | 1–1 |
| Bản mẫu:Fb team Swansea City | 2–1 | 1–0 | 1–0 | 0–5 | 1–1 | 1–1 | 3–1 | 2–0 | 0–1 | 2–4 | 2–1 | 2–2 | 2–0 | 0–1 | 2–0 | 1–1 |                              | 1–2 | 3–0 | 1–1 |
| Tottenham Hotspur            | 2–1 | 0–1 | 2–1 | 5–3 | 0–0 | 2–1 | 2–0 | 4–3 | 0–3 | 0–1 | 0–0 | 1–2 | 4–0 | 1–0 | 1–2 | 2–1 | 3–2                          |     | 0–1 | 2–2 |
| West Bromwich Albion         | 0–1 | 1–0 | 4–0 | 3–0 | 2–2 | 0–2 | 1–0 | 2–3 | 0–0 | 1–3 | 2–2 | 0–2 | 1–4 | 1–0 | 1–0 | 2–2 | 2–0                          | 0–3 |     | 1–2 |
| West Ham United              | 1–2 | 0–0 | 1–0 | 0–1 | 1–3 | 1–2 | 3–0 | 2–0 | 3–1 | 2–1 | 1–1 | 1–0 | 2–0 | 1–3 | 1–1 | 1–0 | 3–1                          | 0–1 | 1–1 |     |

Cập nhật lần cuối: ngày 24 tháng 5 năm 2015.
Nguồn: Barclays Premier League football scores & results
1 ^ Đội chủ nhà được liệt kê ở cột bên tay trái.
Màu sắc: Xanh = Chủ nhà thắng; Vàng = Hòa; Đỏ = Đội khách thắng.

## Thống kê toàn mùa giải

### Ghi bàn

#### Tốp ghi bàn
Tính đến Cập nhật đến ngày 24 tháng 5 năm 2015.
| Xếp hạng | Cầu thủ           | Câu lạc bộ           | Số bàn thắng |
| -------- | ----------------- | -------------------- | ------------ |
| 1        | Sergio Agüero     | Manchester City      | 5            |
| 2        | Harry Kane        | Tottenham Hotspur    | 10           |
| 3        | Diego Costa       | Chelsea              | 15           |
| 4        | Charlie Austin    | Queens Park Rangers  | 20           |
| 5        | Alexis Sánchez    | Arsenal              | 25           |
| 6        | Saido Berahino    | West Bromwich Albion |              |
| 6        | Olivier Giroud    | Arsenal              |              |
| 6        | Eden Hazard       | Chelsea              |              |
| 9        | Christian Benteke | Aston Villa          | 13           |
| 10       | Graziano Pellè    | Southampton          | 12           |
| 10       | Wayne Rooney      | Manchester United    | 12           |
| 10       | David Silva       | Manchester City      | 12           |

#### Ghi ba bàn thắng
| Cầu thủ           | Đội bóng            | Đối thủ              | Tỷ số | Ngày                 |
| ----------------- | ------------------- | -------------------- | ----- | -------------------- |
| Diego Costa       | Chelsea             | Swansea City         | 4–2   | 13 tháng 9 năm 2014  |
| Sergio Agüero     | Manchester City     | Tottenham Hotspur    | 4–1   | 18 tháng 10 năm 2014 |
| Charlie Austin    | Queens Park Rangers | West Bromwich Albion | 3–2   | 20 tháng 12 năm 2014 |
| Jonathan Walters  | Stoke City          | Queens Park Rangers  | 3–1   | 31 tháng 1 năm 2015  |
| Harry Kane        | Tottenham Hotspur   | Leicester City       | 4–3   | 21 tháng 3 năm 2015  |
| Christian Benteke | Aston Villa         | Queens Park Rangers  | 3–3   | 7 tháng 4 năm 2015   |
| Yannick Bolasie   | Crystal Palace      | Sunderland           | 4–1   | 11 tháng 4 năm 2015  |
| Sergio Agüero     | Manchester City     | Queens Park Rangers  | 6–0   | 10 tháng 5 năm 2015  |
| Sadio Mané        | Southampton         | Aston Villa          | 6–1   | 16 tháng 5 năm 2015  |
| Theo Walcott      | Arsenal             | West Bromwich Albion | 4–1   | 24 tháng 5 năm 2015  |

#### Giữ sạch lưới
Tính đến Cập nhật đến ngày 24 tháng 5 năm 2015.
| Xếp hạng | Cầu thủ           | Câu lạc bộ           | Giữ sạch lưới |
| -------- | ----------------- | -------------------- | ------------- |
| 1        | Joe Hart          | Manchester City      | 14            |
| 2        | Łukasz Fabiański  | Swansea City         | 13            |
| 2        | Fraser Forster    | Southampton          | 13            |
| 2        | Simon Mignolet    | Liverpool            | 13            |
| 5        | Thibaut Courtois  | Chelsea              | 12            |
| 6        | Ben Foster        | West Bromwich Albion | 11            |
| 6        | Costel Pantilimon | Sunderland           | 11            |
| 8        | David de Gea      | Manchester United    | 10            |
| 8        | Tom Heaton        | Burnley              | 10            |
| 10       | Brad Guzan        | Aston Villa          | 9             |

### Kỷ luật
Tính đến Cập nhật đến ngày 24 tháng 5 năm 2015.

#### Cầu thủ
- Thẻ vàng nhiều nhất: 14[78]
  - Lee Cattermole (Sunderland)
- Thẻ đỏ nhiều nhất: 2[78]
  - Tom Huddlestone (Hull City)
  - Paul Konchesky (Leicester City)
  - Kyle Naughton (Tottenham Hotspur)
  - Moussa Sissoko (Newcastle United)
  - Mike Williamson (Newcastle United)

#### Câu lạc bộ
- Thẻ vàng nhiều nhất: 94[79]
  - Sunderland
- Thẻ đỏ nhiều nhất: 7[79]
  - Aston Villa
  - Newcastle United

## Giải thưởng

### Giải thưởng hàng tháng
| Tháng    | Huấn luyện viên của tháng | Huấn luyện viên của tháng | Cầu thủ của tháng | Cầu thủ của tháng   | Tài liệu tham khảo |
| Tháng    | Huấn luyện viên           | Câu lạc bộ                | Cầu thủ           | Câu lạc bộ          | Tài liệu tham khảo |
| -------- | ------------------------- | ------------------------- | ----------------- | ------------------- | ------------------ |
| Tháng 8  | Garry Monk                | Swansea City              | Diego Costa       | Chelsea             | [ 80 ]             |
| Tháng 9  | Ronald Koeman             | Southampton               | Graziano Pellè    | Southampton         | [ 81 ]             |
| Tháng 10 | Sam Allardyce             | West Ham United           | Diafra Sakho      | West Ham United     | [ 82 ]             |
| Tháng 11 | Alan Pardew               | Newcastle United          | Sergio Agüero     | Manchester City     | [ 83 ]             |
| Tháng 12 | Manuel Pellegrini         | Manchester City           | Charlie Austin    | Queens Park Rangers | [ 84 ]             |
| Tháng 1  | Ronald Koeman             | Southampton               | Harry Kane        | Tottenham Hotspur   | [ 85 ]             |
| Tháng 2  | Tony Pulis                | West Bromwich Albion      | Harry Kane        | Tottenham Hotspur   | [ 86 ]             |
| Tháng 3  | Arsène Wenger             | Arsenal                   | Olivier Giroud    | Arsenal             | [ 87 ]             |
| Tháng 4  | Nigel Pearson             | Leicester City            | Christian Benteke | Aston Villa         | [ 88 ]             |

### Giải thưởng thường niên
- Huấn luyện viên xuất sắc nhất mùa giải: José Mourinho.[89]
- Cầu thủ xuất sắc nhất mùa giải: Eden Hazard.[89]
- Cầu thủ xuất sắc nhất mùa giải do hiệp hội PFA bình chọn: Eden Hazard.[90]

#### Đội hình xuất sắc nhất mùa giải của PFA
Đội hình xuất sắc nhất mùa giải của PFA:
- Thủ môn: David de Gea (Manchester United)
- Hậu vệ: John Terry (Chelsea), Gary Cahill (Chelsea), Branislav Ivanović (Chelsea), Ryan Bertrand (Southampton)
- Tiền vệ: Alexis Sánchez (Arsenal), Nemanja Matić (Chelsea), Philippe Coutinho (Liverpool), Eden Hazard (Chelsea)
- Tiền đạo: Diego Costa (Chelsea), Harry Kane (Tottenham Hotspur)
- Cầu thủ của năm do FWA bình chọn: Eden Hazard[91]
- Cầu thủ của năm do FWA bình chọn: Harry Kane.[90]
- Chiếc giày vàng của Giải Ngoại hạng Anh mùa giải 2014-15: Sergio Agüero (26 bàn).[92]
- Găng tay vàng của Giải Ngoại hạng Anh mùa giải 2014-15: Joe Hart (14 trận giữ sạch lưới).[92]
- Giải thưởng đội bóng chơi Fair Play: West Ham United là đội bóng kết thúc giải đấu với thành tích Fair Play và được tham dự cúp UEFA Europa League do giải đấu Anh đứng trong tốp 3 giải đấu Fair Play nhất của UEFA.[93]

## Khán giả trung bình
| Câu lạc bộ           | Khán giả trung bình |
| -------------------- | ------------------- |
| Manchester United    | 75,335              |
| Arsenal              | 59,992              |
| Newcastle United     | 50,359              |
| Manchester City      | 45,365              |
| Liverpool            | 44,659              |
| Sunderland           | 43,157              |
| Chelsea              | 41,546              |
| Everton              | 38,406              |
| Tottenham Hotspur    | 35,728              |
| West Ham United      | 34,846              |
| Aston Villa          | 34,133              |
| Leicester City       | 31,693              |
| Southampton          | 30,741              |
| Stoke City           | 27,081              |
| West Bromwich Albion | 25,064              |
| Crystal Palace       | 24,421              |
| Hull City            | 23,557              |
| Swansea City         | 20,555              |
| Burnley              | 19,131              |
| Queens Park Rangers  | 17,809              |